# Livo (Lombardei)
Livo ist eine Gemeinde in der Provinz Como in der italienischen Region Lombardei.

## Lage und Einwohner
Die Gemeinde liegt 80 km nördlich von Mailand und 40 km nordöstlich von der Provinzhauptstadt Como an der Grenze zur Schweiz. Am 31. Dezember 2023 betrug die Bevölkerung 164 Einwohner auf einer Fläche von 32,5 km². Sie ist die nördlichste Gemeinde in der Provinz Como.
Die Nachbargemeinden von Livo sind Cama (Schweiz), Domaso, Dosso del Liro, Gordona (SO), Peglio, Samolaco und Vercana.

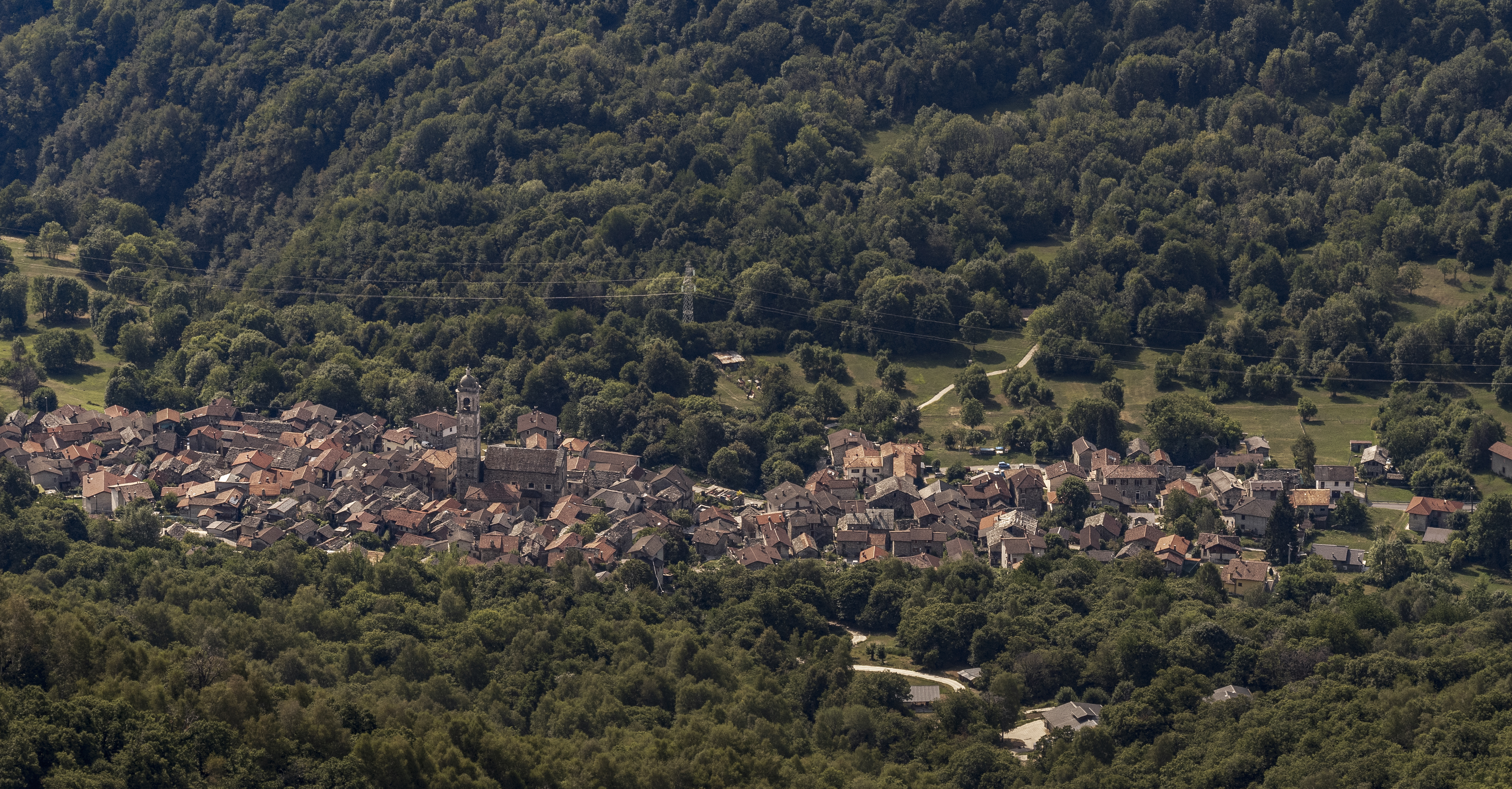
Panorama

## Sehenswürdigkeiten
- Pfarrkirche San Giacomo Maggiore (15. Jahrhundert) mit wunderschönen Fresken[2]
- Kirche San Giacomo (17. Jahrhundert)[3]
- Verschiedene Bauernhäuser mit Stein und Holz erbaut

## Bildergalerie

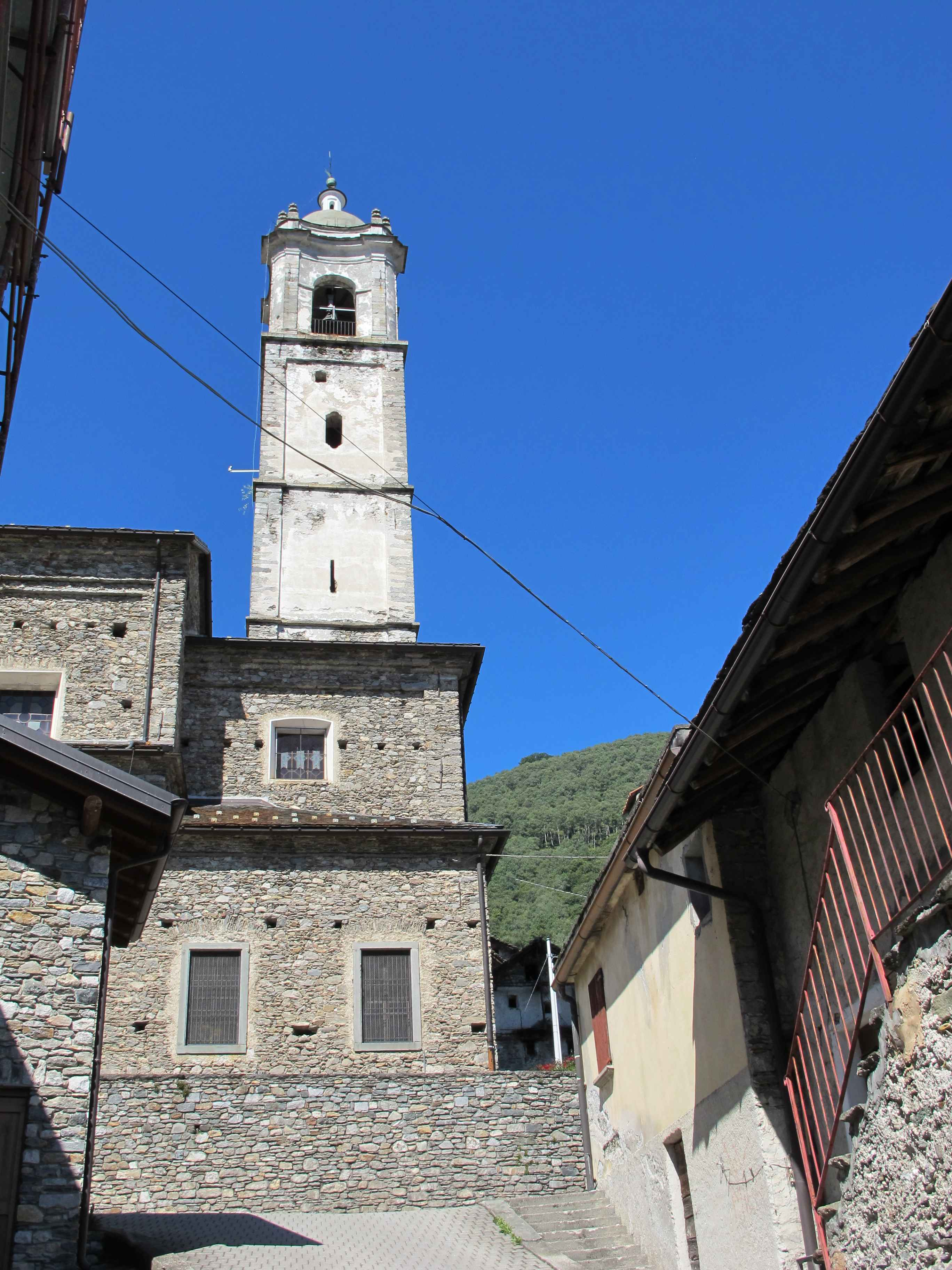
Pfarrkirche San Giacomo
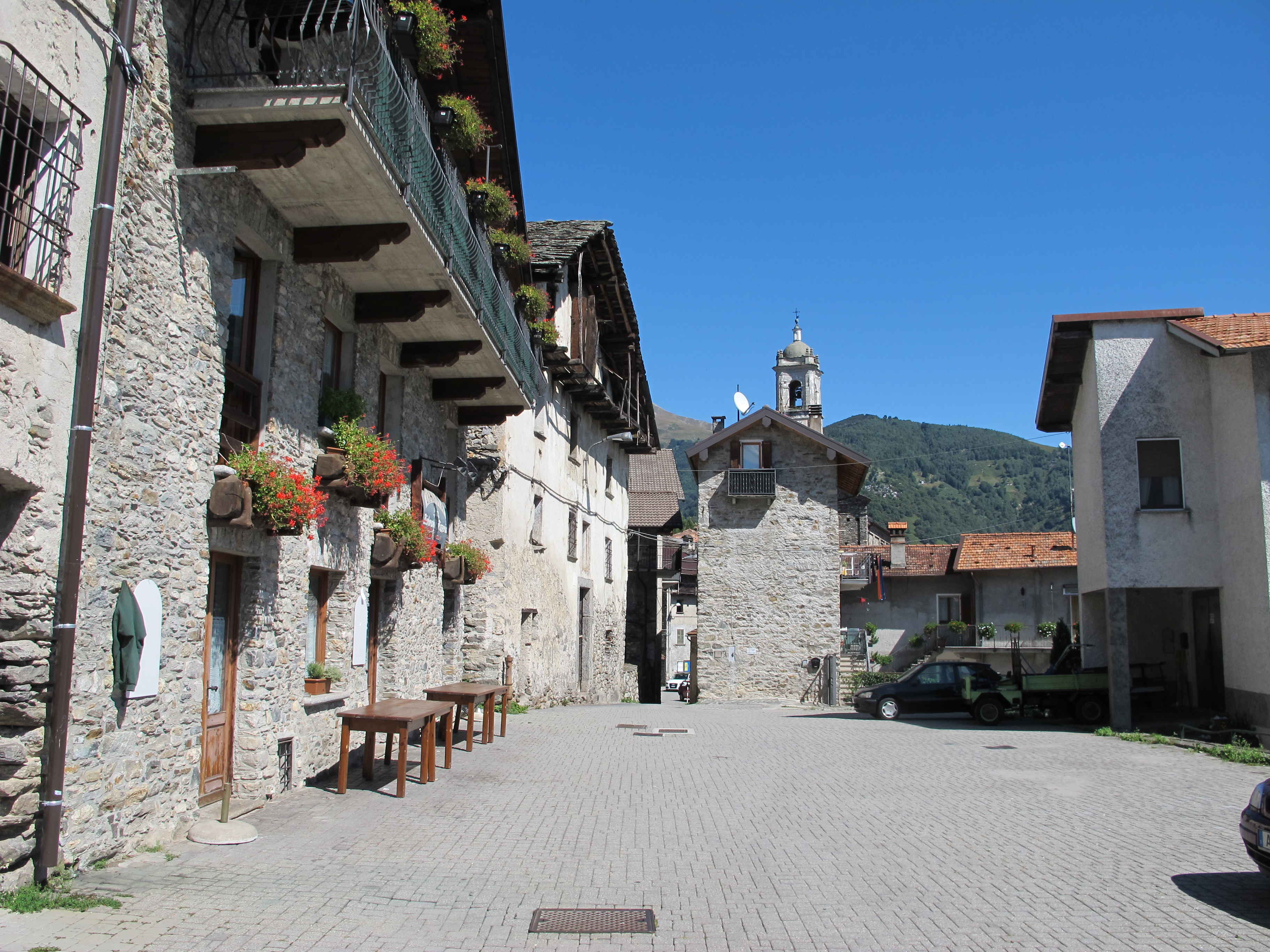
Livo
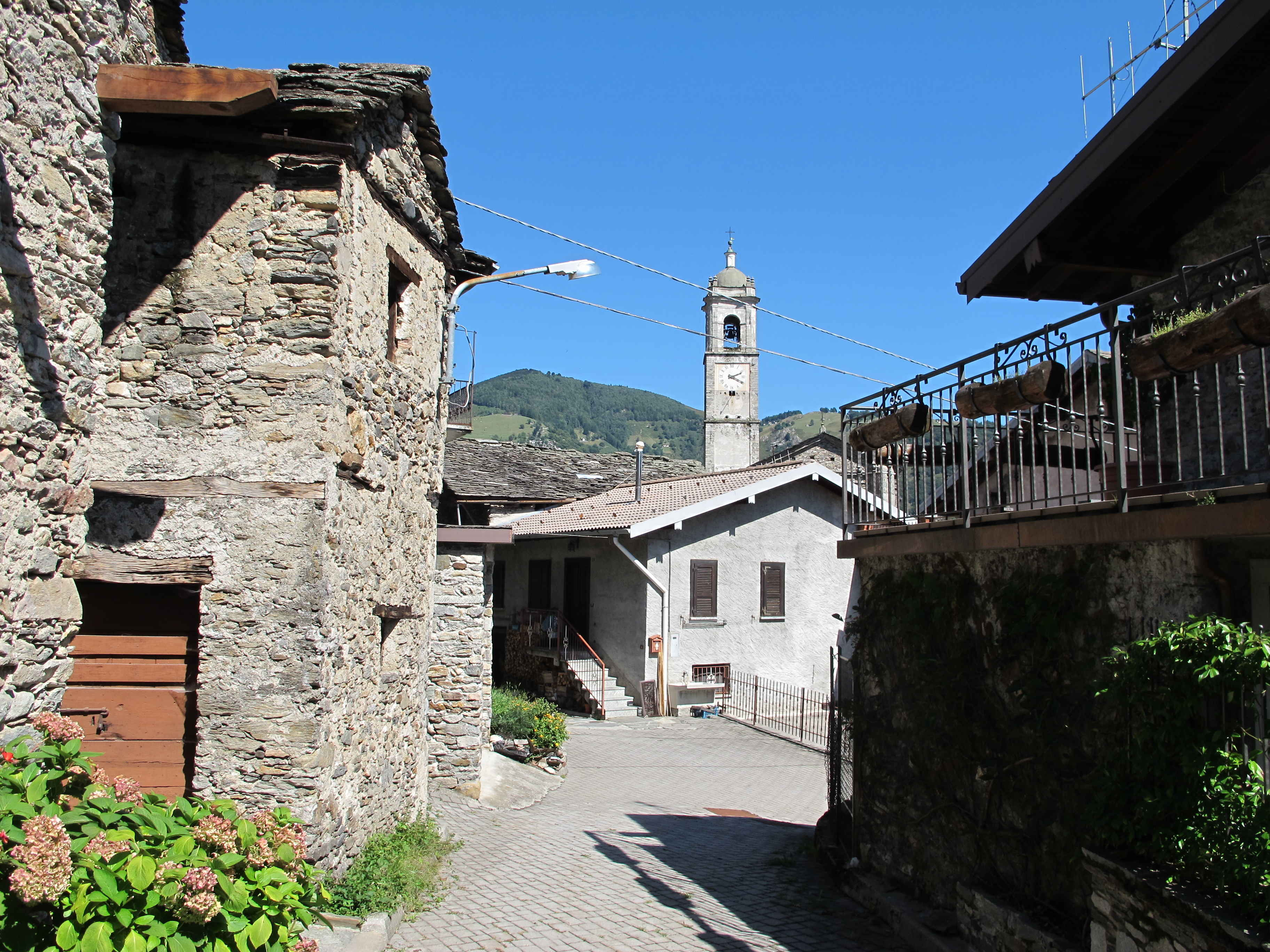
Straße in Livo
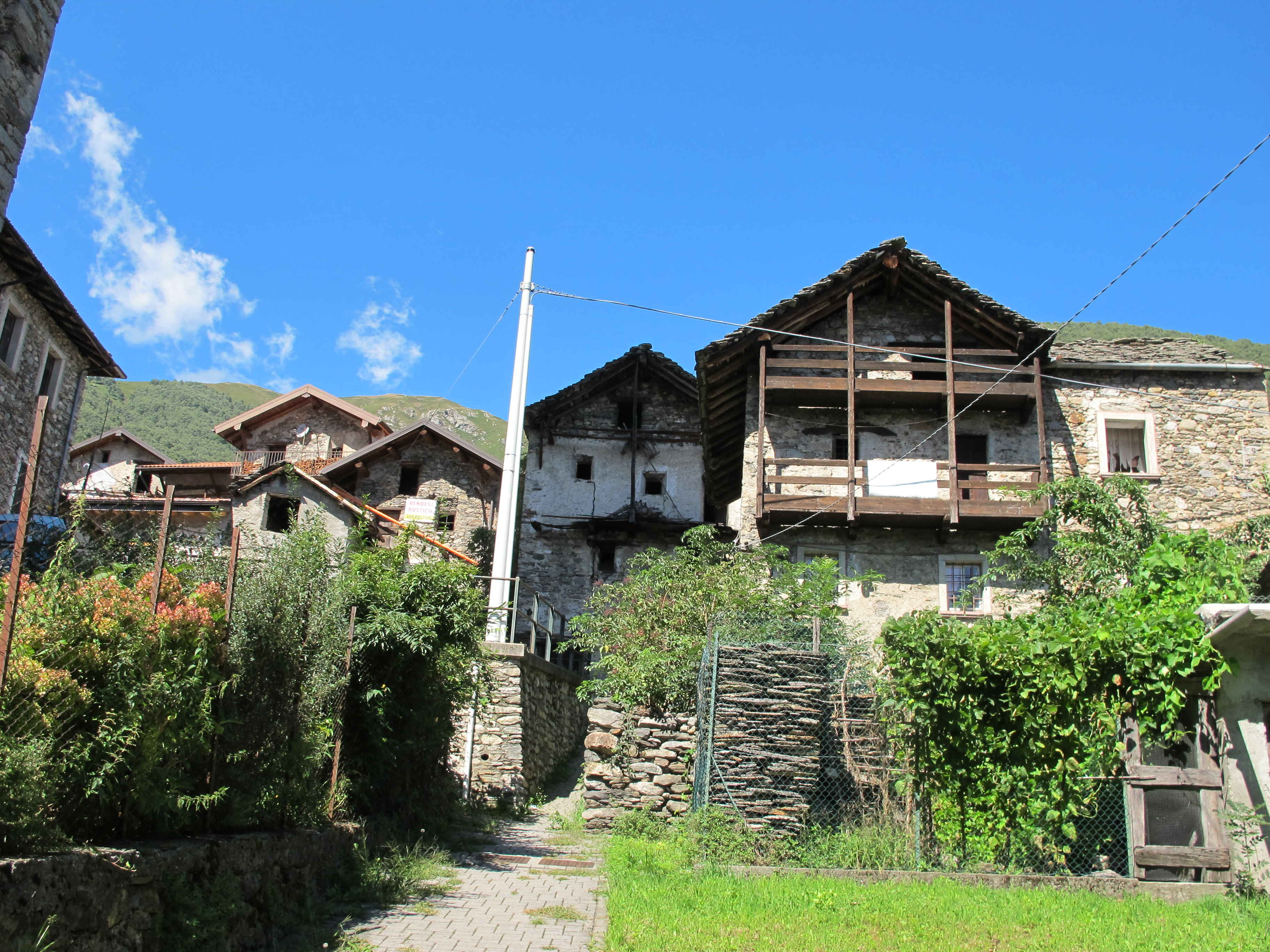
Gebäude in Livo